# Banlek
Banlek (nep. बनालेक) – gaun wikas samiti w zachodniej części Nepalu w strefie Seti w dystrykcie Doti. Według nepalskiego spisu powszechnego z 2001 roku liczył on 871 gospodarstw domowych i 4322 mieszkańców (2422 kobiet i 1900 mężczyzn).